# 4X
4X – gatunek strategicznych gier komputerowych oraz gier planszowych obejmujący zarówno tytuły z gatunku strategii turowej, jak i strategii czasu rzeczywistego. Termin „4X” został po raz pierwszy użyty przez Alana Emricha we wrześniu 1993 w recenzji gry Master of Orion dla czasopisma „Computer Gaming World”. Emrich uczestniczył później przy projektowaniu gry Master of Orion 3. Skrót nazwy gatunku pochodzi od czterech angielskich słów: explore, expand, exploit, exterminate. Rozgrywka opiera się na budowie imperium. Nacisk kładziony jest na rozwój gospodarczy i technologiczny, a także na szereg militarnych i pozamilitarnych dróg do supremacji.
Pierwsze gry 4X czerpały motywy z gier planszowych i tekstowych gier komputerowych z lat 70. Pierwsze gry tego nurtu cechowały się nastawieniem na grę turową, lecz powszechne też są gry 4X czasu rzeczywistego. Wiele gier komputerowych 4X powstało w połowie lat 90., lecz zostały one później wyparte przez inne typy gier strategicznych. Civilization Sida Meiera jest ważnym przykładem tego typu gier, który spopularyzował wysoki poziom szczegółowości, który później stał się podstawą gatunku. W nowym tysiącleciu kilka gier 4X odniosło sukces, zarówno jeśli chodzi o krytyków, jak i o poziom komercyjny.

W dziedzinie gier planszowych (i karcianych) 4X jest mniej odrębnym gatunkiem, częściowo z powodu praktycznych ograniczeń komponentów i czasu gry. Przykładowo gra planszowa Civilization, która dała początek grze komputerowej Civilization Sida Meiera nie zawiera ani elementu eksploracji, ani eksterminacji.

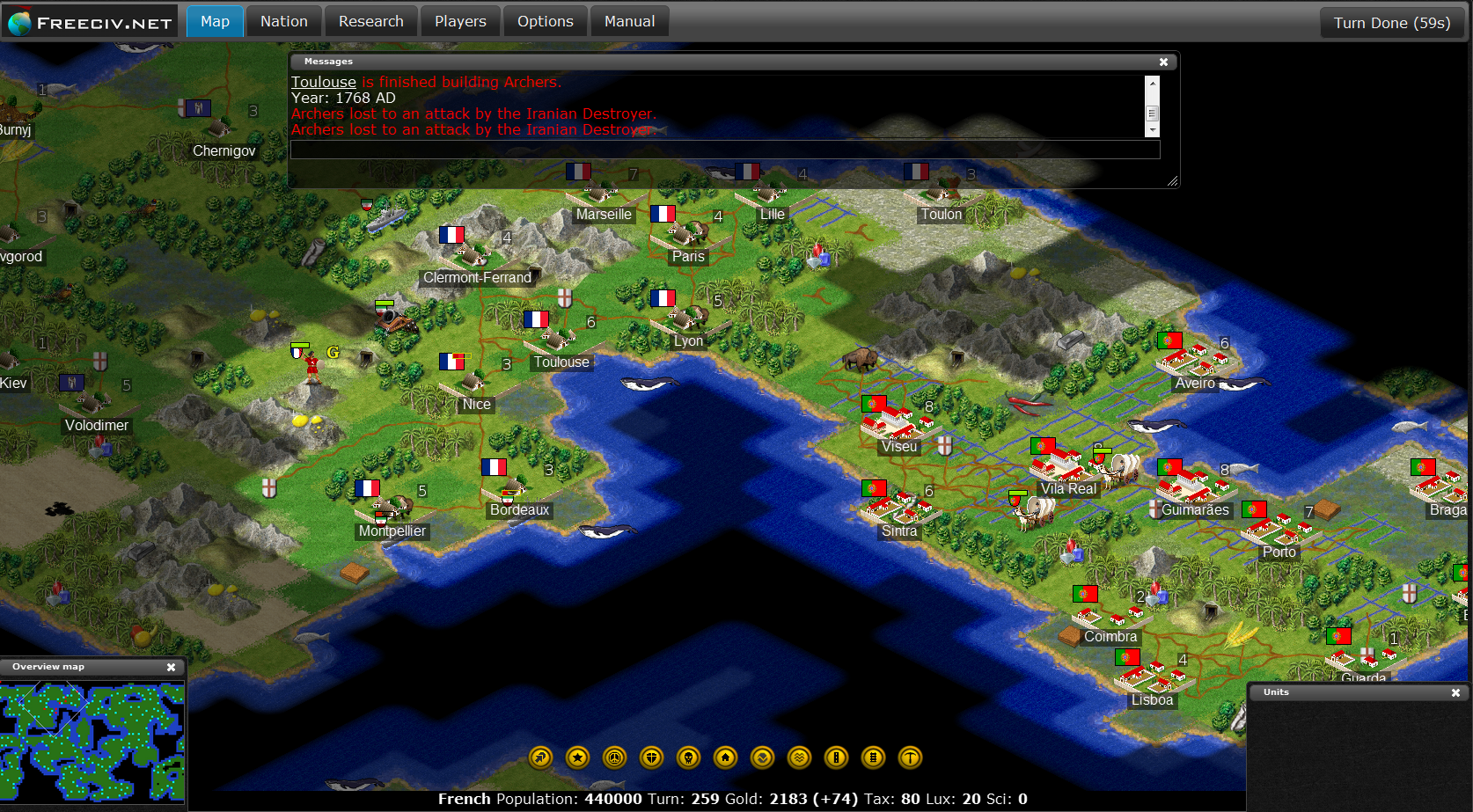
Szczegółowe zarządzanie imperium, widoczne na przykładzie Freeciv, jest głównym aspektem gier strategicznych 4X.

## Definicja
Termin „4X” pochodzi z zapowiedzi Master of Orion z 1993 roku opublikowanego w Computer Gaming World autorstwa twórcy gier Alana Emricha, w której to oznaczył grę oceną „XXXX” co pełniło funkcję gry językowej wobec oznaczenia XXX zamieszczanego przy filmach pornograficznych. Cztery X były skrótem od „EXplore, EXpand, EXploit i EXterminate”. W lutym 1994 roku inny autor w magazynie powiedział, że Command Adventures: Starship „składa jedynie gołosłowne deklaracje dotyczące czterech X”, a inni dziennikarze branżowi przyjęli etykietę „4X” do opisywania podobnych gier.
Przyjęło się określać gry z gatunku 4X jako posiadające cztery następujące konwencje rozgrywki:
- Explore (ang. odkrywanie) oznacza, że gracze wysyłają zwiadowców, aby odkryć okoliczne terytoria w świecie gry;
- Expand (ang. rozprzestrzenianie się) oznacza, że gracze zdobywają nowe terytorium poprzez tworzenie nowych osad lub czasami poprzez rozszerzanie wpływów już istniejących;
- Exploit (ang. eksploatowanie) oznacza, że gracze gromadzą i wykorzystują zasoby w kontrolowanych przez siebie obszarach, a także zwiększają efektywność całego procesu;
- Exterminate (ang. likwidacja) oznacza atakowanie i eliminowanie rywali. Ze względu na to, że w niektórych grach wszystkie terytoria zostają ostatecznie zajęte, wyeliminowanie rywali może być jedynym sposobem na osiągnięcie dalszej ekspansji.

Powyższe elementy rozgrywki mogą dziać się w oddzielnych fazach gry lub mogą nakładać się na siebie w zależności od sposobu w jaki gra została zaprojektowana. Przykładowo Galactic Civilizations II: Dark Avatar i seria gier Space Empires i mają długotrwałą fazę ekspansji, gdyż gracze muszą dokonać dużych inwestycji w badania, aby odkrywać i rozprzestrzeniać się na wszystkie obszary.
W trakcie prac nad Master of Orion 3 Emrich rozszerzył swoją koncepcję o piąty X – eXperience (ang. doświadczenie), aspekt, który pojawił się wraz z tematyką gry.

### Współczesna definicja
Obecnie gry 4X różnią się od innych gier strategicznych takich jak Command & Conquer większą złożonością i skalą oraz złożonym wykorzystaniem dyplomacji.
Recenzenci stwierdzili również, że gry 4X charakteryzują się szerokim zakresem opcji dyplomatycznych i że są dobrze znane z dużych imperiów i złożonej rozgrywki. Co jednak najbardziej istotne, gry 4X oferują szczegółową kontrolę nad gospodarką imperium, podczas gdy inne komputerowe gry strategiczne upraszczają tę mechanikę na rzecz rozgrywki skoncentrowanej na walce.

## Kompozycja gry
Gry komputerowe i planszowe typu 4X są podgatunkiem gier strategicznych, obejmujących zarówno te oparte na schemacie turowym, jak i czasu rzeczywistego. Rozgrywka polega na budowaniu imperium, a miejsce akcji może stanowić Ziemia, świat fantasy lub przestrzeń kosmiczna. Każdy gracz przejmuje kontrolę nad inną cywilizacją lub rasą, które różnią się unikalnymi cechami oraz mocnymi i słabymi stronami. Większość gier 4X przedstawia te różnice za pomocą bonusów ekonomicznych i militarnych.

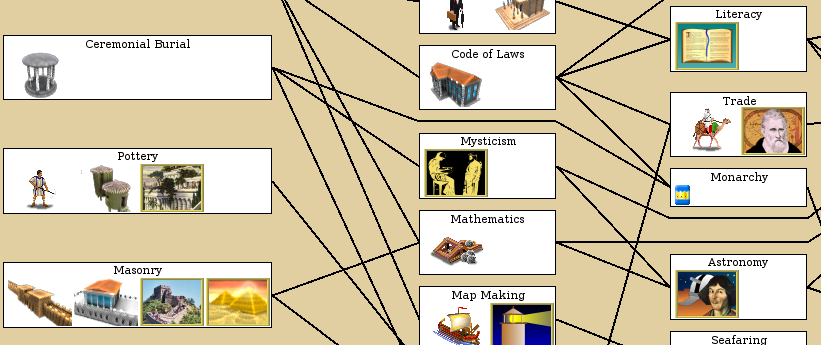
Fragment drzewa technologicznego gry Freeciv. Zwróć uwagę na złożone zależności między technologiami.

### Badania i technologie
Gry 4X zazwyczaj posiadają drzewo technologiczne, które reprezentuje serię postępów, które gracze mogą odblokować, aby uzyskać nowe jednostki, budynki i inne możliwości. Drzewa technologiczne w grach 4X są zazwyczaj większe niż w innych grach strategicznych, charakteryzując się większym wyborem. Imperia muszą generować zasoby badawcze i inwestować je w nowe technologie. W grach 4X głównym warunkiem umożliwiającym odblokowanie zaawansowanej technologii jest znajomość wcześniejszych gałęzi drzewa technologicznego. Jest to kontrast względem gier strategicznych czasu rzeczywistego niebędącymi grami 4X, w których postęp technologiczny osiąga się poprzez budowanie struktur, które dają dostęp do ich bardziej zaawansowanych form oraz nowych jednostek.
Badania są ważnym elementem gier 4X, ponieważ postęp technologiczny jest motorem napędowym podboju. Bitwy często wygrywane są dzięki lepszej technologii wojskowej lub przewadze liczebnej, tym samym sprawiając, iż taktyka odgrywa mniejszą rolę. W przeciwieństwie, ulepszenia wojskowe w grach niebędącymi 4X są czasami na tyle mało istotne, że technologicznie podstawowe jednostki pozostają ważne przez całą grę.

### Walka
Walka jest ważnym elementem rozgrywki 4X, ponieważ gry tego typu pozwalają graczowi wygrać przez eksterminację wszystkich rywali lub przez podbicie pewnej części świata gry. Niektóre gry 4X, takie jak Galactic Civilizations, rozstrzygają bitwy automatycznie, gdy spotkają się dwie jednostki z walczących stron. Innym przykładem są gry typu Master of Orion, które pozwalają graczom zarządzać bitwami na ekranie taktycznym. Nawet w grach 4X z bardziej szczegółową kontrolą nad bitwami o zwycięstwie decyduje zazwyczaj przewaga liczebna i technologiczna, a taktyka walki odgrywa mniejszą rolę. Gry 4X różnią się od innych gier strategicznych, kładąc większy nacisk na badania i ekonomię. Badania nad nową technologią dają dostęp do nowych jednostek bojowych. Niektóre gry 4X pozwalają nawet graczom badać różne komponenty jednostek. System ten jest popularniejszy dla kosmicznych gier 4X, gdzie gracze mogą złożyć statek z różnych silników, osłon i broni.

### Pokojowa rywalizacja
Gry 4X pozwalają rywalom angażować się w dyplomację. Mimo faktu, że niektóre gry strategiczne oferują wspólne zwycięstwo i grę zespołową, stosunki dyplomatyczne zwykle ograniczają się do binarnego wyboru między sojusznikiem a wrogiem. Gry 4X często pozwalają na bardziej złożone relacje dyplomatyczne między graczem a sztuczną inteligencją. Poza opcją tworzenia sojuszników i wrogów, gracze mogą również handlować zasobami i informacjami z rywalami.
Poza zwycięstwem za pomocą podboju, gry 4X oferują zarówno pokojowe warunki zwycięstwa, jak i cele, które nie wymagają eksterminacji rywali. Przykładowo gra 4X może zaoferować zwycięstwo graczowi, który osiągnie określony lub najwyższy wynik po określonej liczbie tur. Wiele gier 4X przyznaje zwycięstwo pierwszemu graczowi, który opanuje zaawansowaną technologię, zgromadzi dużą liczbę punktów kultury lub dokona niesamowitego osiągnięcia. Kilka gier 4X przyznaje „zwycięstwo dyplomatyczne” każdemu, kto utrzyma pokój przez określoną liczbę tur.

### Skomplikowanie
Gry 4X znane są ze swojej złożonej rozgrywki i szczegółowej strategii. Rozgrywka zazwyczaj ma pierwszeństwo przed grafiką. Podczas gdy inne gry strategiczne skupiają się bardziej na walce, gry 4X oferują także bardziej szczegółową kontrolę nad dyplomacją, ekonomią i badaniami. Wymusza to w ten sposób na graczu, aby opracowywał on jednocześnie różne strategie i ustanawiał długoterminowe cele.
Aby doświadczyć głębokiego poziomu szczegółowości dużego imperium, gry 4X zaprojektowane są ze złożonym zestawem ustawień. Przykładowo produktywność gracza może zostać ograniczona przez zanieczyszczenie środowiska. Gracze mogą być zmuszeni do zrównoważonego zarządzania budżetem pod naporem takich mechanik jak zarządzanie długiem lub spłacanie kosztów utrzymania. Gry 4X często przedstawiają wyzwania polityczne takie jak nieporządek społeczny lub senat, w którym może dochodzić do zmian partii rządzących oddziałujących na gracza przykładowo zmuszając go do zawarcia pokoju.

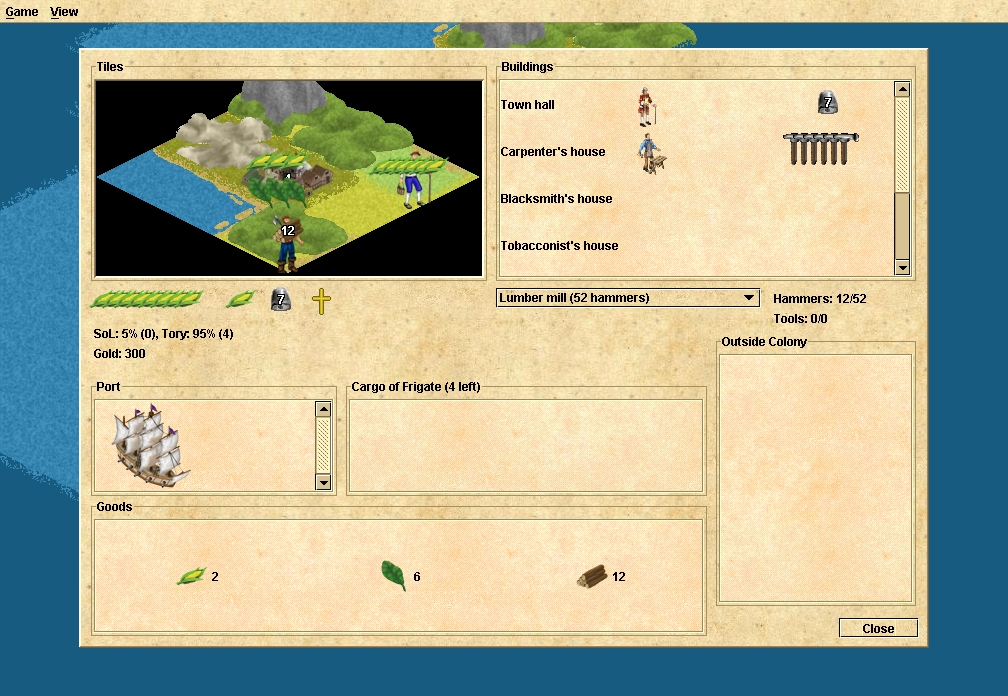
FreeCol jest typową grą 4X, w której znaleźć można osobne interfejsy do zarządzania każdą osadą.

Złożoność ta wymaga od graczy zarządzania większą ilością informacji niż w innych grach strategicznych. Projektanci gier często organizują zarządzanie imperium w różne ekrany interfejsu i tryby takie jak osobny ekran dla dyplomacji, zarządzania poszczególnymi osadami, czy zarządzania taktyką bitwy. Czasami systemy są na tyle skomplikowane, że przypominają minigrę. Przedstawia to kontrast względem większości gier strategicznych czasu rzeczywistego. Dune II, który prawdopodobnie ustanowił konwencje dla gatunku strategii czasu rzeczywistego, został zasadniczo zaprojektowany jako „płaski interfejs”, bez dodatkowych ekranów.

### Rozgrywka
Ze względu na to, że gry 4X wymagają zarządzania dużym, złożonym imperium, sesje gry trwają zwykle dłużej niż w innych grach strategicznych. Sesje gry mogą wymagać kilku godzin, co może być szczególnie problematyczne w przypadku gier wieloosobowych. Fani gatunku jednak często oczekują takowych i przyjmują z radością długie sesje gry. Turowe gry 4X zazwyczaj dzielą te sesje na setki tur rozgrywki.
Ze względu na powtarzalne czynności i długi czas rozgrywki gry 4X były krytykowane za nadmierne mikrozarządzanie. We wczesnych etapach gry nie stanowi to zwykle problemu, ale w późniejszych etapach gry kierowanie licznymi placówkami imperium może wymagać kilku minut na rozegranie jednej tury. Wydłuża to czas gry, co jest szczególnym problemem w grach wieloosobowych. Gry 4X zaczęły oferować managerów AI, którzy automatyzują mikrozarządzanie rozkazami budowy kolonii, co jednak wywołało krytykę graczy, ponieważ sztuczna inteligencja podejmowała złe decyzje. W odpowiedzi deweloperzy próbowali innych podejść do zmniejszenia mikrozarządzania, z których niektóre zostały przyjęte lepiej, inne gorzej. Growi dziennikarze ogólnie zgadzają się, że Galactic Civilizations odniosło sukces, co GamingNexus.com przypisuje wykorzystaniu przez grę programowalnych managerów mikrozarządzania. Sins of a Solar Empire zostało zaprojektowane tak, aby zmniejszyć bodźce do mikrozarządzania, a recenzenci stwierdzili, że interfejs gry sprawił, że zarządzanie imperium było bardziej eleganckie. Z drugiej strony, Master of Orion III zmniejszył mikrozarządzanie poprzez ograniczenie całkowitej kontroli gracza nad jego imperium.

### Warunki zwycięstwa
Większość gier strategicznych typu 4X i im podobnych posiada wiele możliwych sposobów na wygranie gry. Przykładowo w Civilization gracze mogą wygrać poprzez całkowitą dominację nad wszystkimi przeciwnikami podbijając ich miast, lecz mogą również wygrać poprzez osiągnięcia technologiczne (jako pierwsi wystrzeliwując statek kosmiczny na nową planetę), dyplomację (osiągając porozumienie pokojowe ze wszystkimi innymi narodami) lub innymi sposobami. Duża liczba warunków zwycięstwa wspomaga ludzkiego gracza, który często jest zmuszony do zmiany strategii w miarę upływu rozgrywki kiedy przeciwnicy zabezpieczają kluczowe zasoby przed graczem. Jednakże liczne warunki mogą również dać przeciwnikom sterowanym przez komputer wiele dróg do potencjalnego przechytrzenia gracza. Ważnym elementem późnej fazy rozgrywki w grach 4X jest zmuszenie gracza do zaangażowania się w konkretny warunek zwycięstwa poprzez poniesienie kosztów wymaganych do zabezpieczenia danego typu zwycięstwa w takim stopniu, że inne możliwe warunki zwycięstwa będą musiały zostać porzucone.

## Historia

### Początki

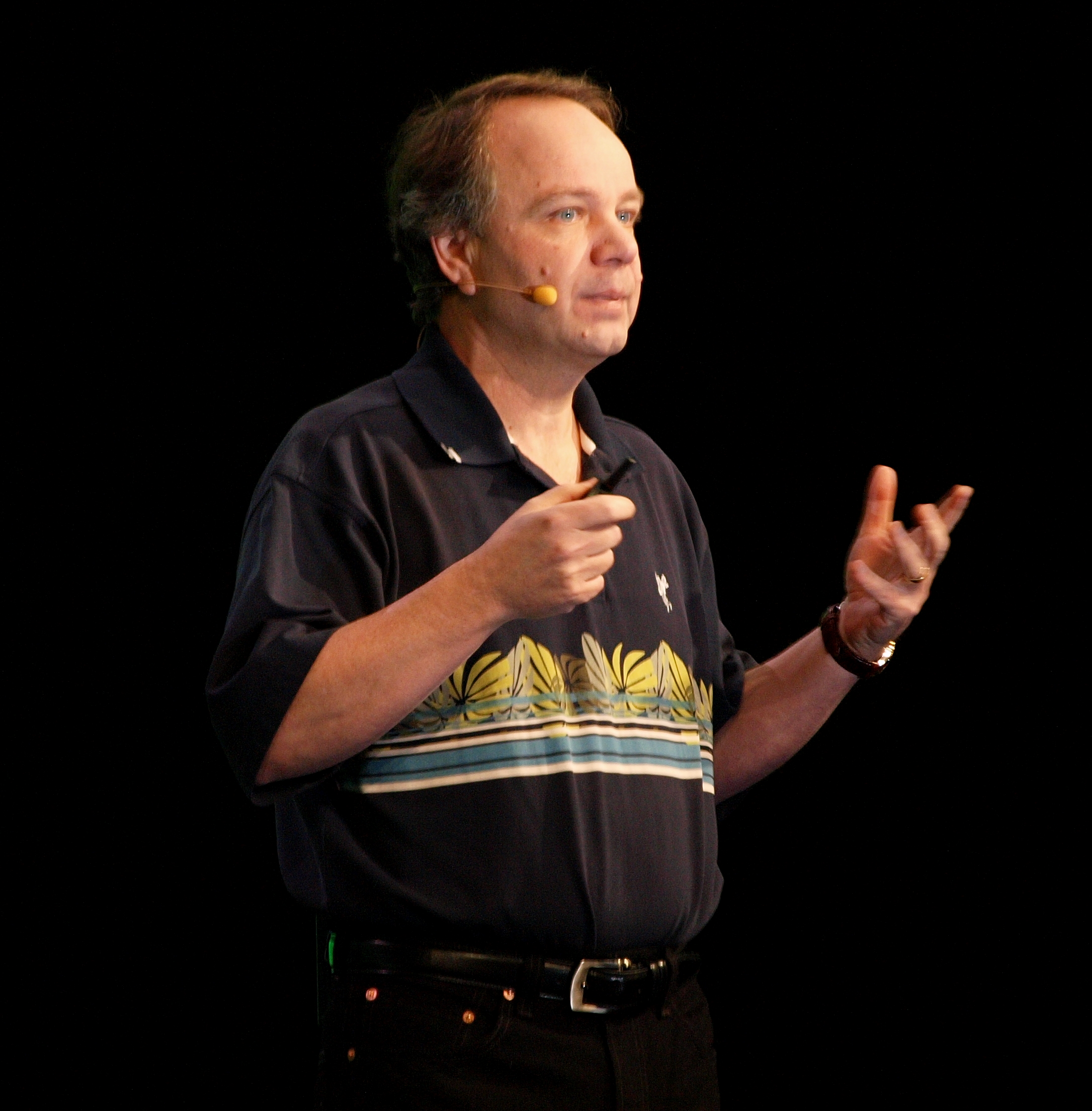
Sid Meier, twórca serii gier 4X Civilization

Pierwsze gry 4X powstawały pod wpływem gier planszowych i tekstowych gier komputerowych z lat 70. Cosmic Balance II, Andromeda Conquest oraz Reach for the Stars zostały wydane w 1983 roku i są obecnie z perspektywy czasu postrzegane jako gry 4X. Chociaż Andromeda Conquest była tylko prostą grą polegającą na ekspansji imperium, tak Reach for the Stars wprowadziło już związek między wzrostem gospodarczym, postępem technologicznym i podbojem. Trade Wars, wydane po raz pierwszy w 1984 roku, obejmowało eksplorację kosmosu, zarządzanie zasobami, budowanie imperium, ekspansję i podbój i stało się ważną inspiracją dla takich gier jak VGA Planets 4.
W 1991 roku Sid Meier wydał Civilization i spopularyzował wysoki poziom szczegółowości, który stał się powszechny dla gier spod gatunku 4X. Civilization Sida Meiera powstało pod wpływem gier planszowych takich jak Ryzyko i gry planszowej studia Avalon Hill również dzierżącej nazwę Civilization. Zauważalnym podobieństwem między grą komputerową Civilization a grą planszową jest znaczenie dyplomacji i postępu technologicznego. Na Civilization Sida Meiera miały również wpływ gry na komputery osobiste takie jak gra w zarządzanie miastem SimCity i gra wojenna Empire. Civilization odniosło szeroki sukces i miało wpływ na wiele przyszłych gier 4X; Computer Gaming World porównał jej znaczenie dla świata gier wideo do znaczenia koła. W 1991 roku została również wydana Armada 2525 wymieniona przez Chicago Tribune jako najlepsza kosmiczna gra roku. W 2009 roku wydana została kontynuacja pod nazwą Armada 2526.
W 1993 roku ukazało się Master of Orion czerpiące wiele z wcześniejszych gier 4X takich jak Reach for the Stars. Gra uważana jest za klasyk, który wyznaczył nowe standardy dla gier spod gatunku 4X. Emrich, twórca gry, w zapowiedzi Master of Orion ukuł termin „XXXX”, aby opisać powstający gatunek. Ostatecznie etykieta „4X” została przyjęta przez przemysł gier i obecnie jest powszechnie stosowana.

### Szczytowy punkt popularności
Po sukcesie Civilization i Master of Orion inni twórcy zaczęli wydawać własne gry 4X. W 1994 roku Stardock wypuścił pierwszą wersję serii Galactic Civilizations na system OS/2, a długoletnia seria Space Empires rozpoczęła działalność jako shareware. W 1995 roku wydane zostały Ascendancy oraz Stars! i obie kontynuowały nacisk gatunku na szczegółową strategię i zarządzanie imperium. W międzyczasie serie Civilization i Master of Orion poszerzyły swój rynek o wersje na Macintosha. Zespół Sida Meiera wyprodukował również Colonization w 1994 r. i Civilization II w 1996 r., podczas gdy Simtex w 1994 r. wydało Master of Magic, a w 1996 r. Master of Orion II.
Pod koniec lat 90. gry strategiczne czasu rzeczywistego zaczęły przewyższać popularnością gry turowe. Wraz z wzrostem ich popularności główni twórcy gier 4X popadli w kłopoty. Firaxis Games Sida Meiera wydało w 1999 roku Sid Meier’s Alpha Centauri, która choć spotkała się z uznaniem krytyków, nie spełniła oczekiwań komercyjnych. Civilization III napotkało problemy w trakcie prac nad grą, po których nastąpiła pospieszna premiera w 2001 roku. Mimo ekscytacji nad Master of Orion III, jego premiera w 2003 roku spotkała się z krytyką za zmniejszony udział gracza w grze, biedny interfejs i słabe AI. Wydawcy gier ostatecznie wystraszyli się ryzyka związanego z finansowaniem rozwoju gier 4X.

### Hybryda gier czasu rzeczywistego z 4X
Ostatecznie wydano gry 4X czasu rzeczywistego takie jak Imperium Galactica w 1997 roku, Starships Unlimited w 2001 roku oraz Sword of the Stars w 2006 roku, zawierające połączenie strategii turowej i taktycznej walki w czasie rzeczywistym. Mieszanka 4X i gier czasu rzeczywistego doprowadziła Ironclad Games do marketingu ich gry Sins of a Solar Empire wydanej w 2008 r. jako „RT4X”. Połączenie tych dwóch gatunków zagwarantowało grze pozycję wśród najlepszych gier 2008 roku, w tym nagrodę GameSpot za najlepszą grę strategiczną oraz nagrodę IGN za najlepszą grę na PC. Seria Total War z kolei, debiutując w 2000 roku z Shogun: Total War, wprowadziła turową mapę kampanii i taktyczne bitwy w czasie rzeczywistym.

### Historia najnowsza
W 2003 roku Stardock wydał remake Galactic Civilizations, który był chwalony przez recenzentów, którzy widzieli w grze zamiennik dla serii Master of Orion. Civilization IV zostało wydane pod koniec 2005 roku i zostało uznane za grę roku na PC według kilku recenzentów między innymi przez GameSpot i GameSpy. Obecnie gra jest uważana za jedną z największych w historii zajmując drugie miejsce w rankingu najlepszych gier PC wszech czasów według IGN. Do 2008 roku seria Civilization sprzedała się w ponad ośmiu milionach egzemplarzy. Wkrótce potem ukazały się: Civilization Revolution na konsole, Civilization V w 2010 i Civilization VI w 2016 roku. W międzyczasie Stardock wydał Galactic Civilizations II, które zostało uznane za szóstą najlepszą grę na PC 2006 roku przez GameSpy. Dodatkowo francuski deweloper Amplitude Studios wydał zarówno Endless Space, jak i Endless Legend. Sukcesy te skłoniły Brada Wardella ze Stardock do stwierdzenia, że gry 4X mają doskonały potencjał rozwojowy. Paradox Interactive specjalizuje się w wielkich grach strategicznych, gatunku, który często pokrywa się z 4X, w tym serii Europa Universalis, serii Crusader Kings i Stellaris. W 2017 roku Amplitude Studios wydało Endless Space 2, które spotkało się głównie z pozytywnymi opiniami krytyków.

## 4X w grach planszowych
Krzyżowanie się gier planszowych z grami komputerowymi było powszechnie obecnym zjawiskiem. Przykładowo, niektóre aspekty Master of Orion III zostały zaczerpnięte z pierwszej edycji gry planszowej Twilight Imperium. Nawet Sins of a Solar Empire zostało zainspirowane pomysłem adaptacji gry planszowej Buck Rogers Battle for the 25th Century na grę wideo czasu rzeczywistego. Idąc w przeciwnym kierunku, w 2002 roku Eagle Games stworzyło grę planszową będącą adaptacją Sid Meier’s Civilization, zatytułowaną po prostu Sid Meier’s Civilization: The Boardgame, znacznie różniącą się od gry planszowej, która wcześniej zainspirowała grę komputerową. Kontynuacja oparta na serii, została wydana w 2010 roku przez Fantasy Flight Games pod bardzo podobnym tytułem, Sid Meier’s Civilization: The Board Game, a następnie w 2017 roku Civilization: A New Dawn.

Innym przykładem gry planszowej 4X jest zaprojektowana przez Vlaady Chvátila i wydana przez Czech Board Games w 2006 roku Cywilizacja: Poprzez wieki. Jej tematem jest rozwój ludzkiej cywilizacji, której postęp określają gracze w różnych dziedzinach takich jak kultura, rząd, przywództwo, religia czy nauka. Gra zdobyła wiele nagród, w tym International Gamers Awards w 2007 roku i Gra Roku w Polsce w 2010 roku. Innym przykładem jest Scythe, gra planszowa zaprojektowana przez Jameya Stegmaiera i wydana przez Stonemaier Games w 2016 roku. Osadzona w alternatywnej wersji historii Europy lat 20. XX wieku, gracze kontrolują frakcje, które produkują zasoby, rozwijają infrastrukturę gospodarczą i używają dieselpunkowych maszyn wojennych, zwanych „mechami”, aby brać udział w walkach i kontroli terytoriów. Na początku 2021 roku BoardGameGeek wymienił blisko 200 gier planszowych sklasyfikowanych w typie 4X, w tym tytuły takie jak Eclipse (2011) i Heroes of Land, Air & Sea (2018). 